# Kelurahan Karangasem (administrativ by i Indonesien, Jawa Tengah, lat -6,89, long 109,74)
Kelurahan Karangasem är en administrativ by i Indonesien.   Den ligger i provinsen Jawa Tengah, i den västra delen av landet, 300 km öster om huvudstaden Jakarta.